# Arnold Udalrich von Bocholtz
Arnold Udalrich von Bocholtz (* um 1600; † vor dem 19. August 1650) war Domherr in Münster.

## Leben
Arnold Udalrich von Bocholtz entstammte dem niederrheinischen Adelsgeschlecht von Bocholtz. Er war der Sohn des Gottfried von Bocholtz zu Orey und dessen zweiter Gemahlin Margarethe von Groesbeck. Am 21. Oktober 1631 fand die Aufschwörung unter Aufhängung seiner Wappen statt. Die Emanzipation folgte am 14. Juli 1644. Arnold Udalrich empfing am 14. August des Jahres die Niederen Weihen. Am 27. Mai 1650 verzichtete er auf seine münstersche Dompräbende und übergab sie dem Kölner Kurfürsten Maximilian Heinrich. Nach Arnolds Tod nominierte der Dompropst Otto Heinrich Korff gen. Schmising seinen Bruder Johann Adolf von Korff gen. Schmising für die frei gewordene Präbende.